# Му-Ус
Му-Ус (кит. спр. 毛 乌 素 沙漠, акад. Маоусушамо; переклад назви з монгольської мови - "погана вода") - пустеля, розташована в Китайській Народній Республіці між округом Юйлінь провінції Шеньсі і міським округом Ордос автономного району Внутрішня Монголія. Пустеля займала площу 42 200 км². Станом на кінець 2019 року 80% пустелі засаджено лісами. По південній межі пустелі проходить Великий китайський мур. Велику частину території пустелі займають дюни. Через пустелю протікають притоки Хуанхе - Удінхе і Куехе.

## Географія

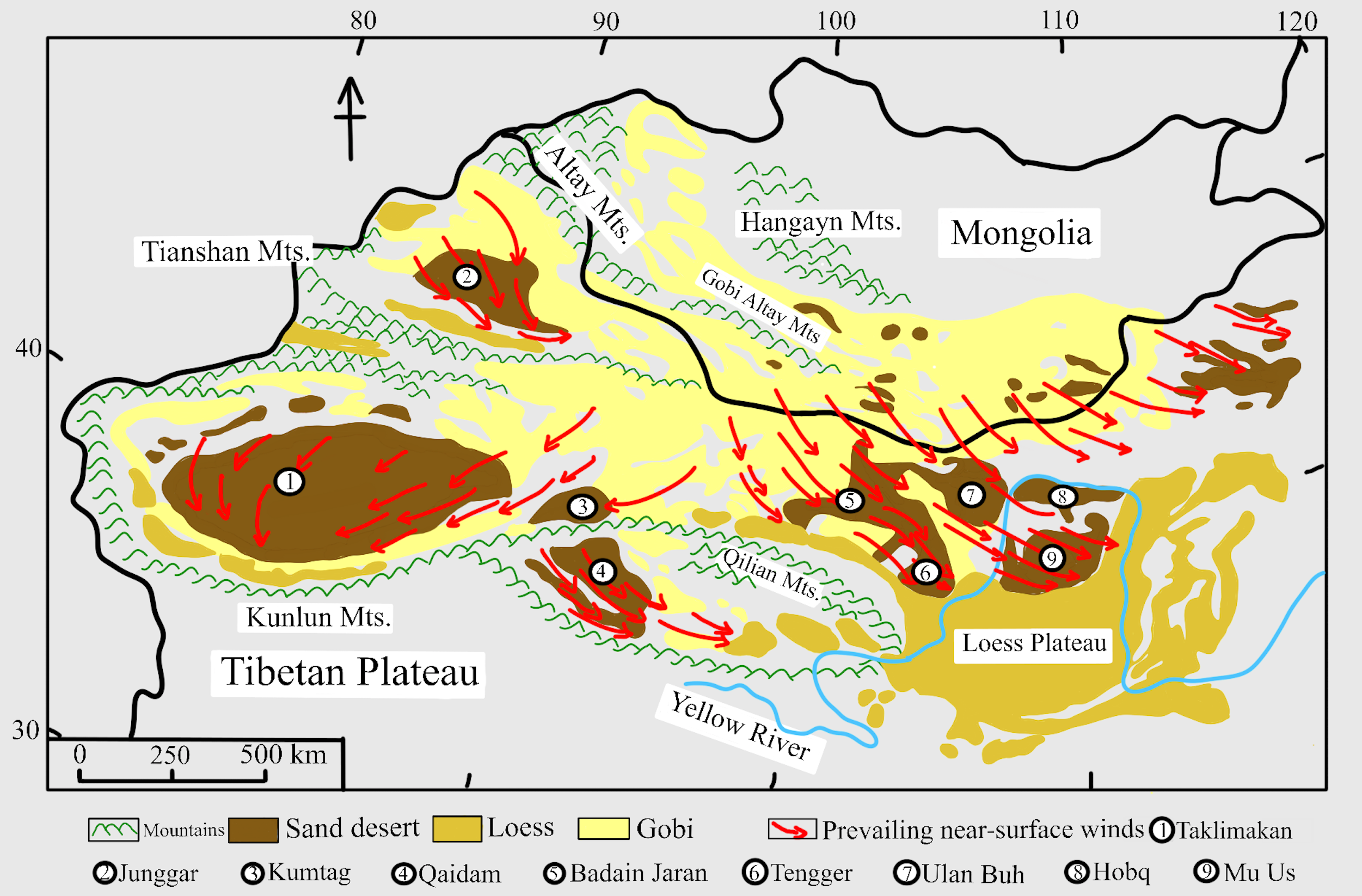
Пустелі сходу КНР, Му-Ус позначена цифрою 9

Пустеля Му-Ус знаходиться на околиці плато Ордос, на півдні автономного району Внутрішня Монголія, за 563 кілометри на захід від Пекіна. Входить в десятку найбільших за площею пустель в Китаї .
Клімат
Пустеля щорічно отримує менше 250 мм опадів, більша частина яких випадає під час літніх гроз. У пустелі багато солоних озер та нестійких потоків. Зими холодні, переважний напрямок вітрів - з півночі і північного заходу. Температура січня в середньому в межах -13, -10 ° C. Температура в самому жаркому місяці - липні - від 17 до 26 градусів тепла, іноді стовпчик термометра може досягати 43 градусів. Особливість місцевого клімату - великі перепади температур, як протягом року, так і дня.
Флора та фауна
Для пустелі Му-Ус характерна рослинність, типова для пустель: посухостійкий полин, карагана і солодушка, в низинах - солончакові луки. Дикі тварини практично не зустрічаються .

## Боротьба з опустелюванням
У міському окрузі Юйлінь, провінція Шеньсі в Північно-Західному Китаї на південній околиці пустелі Му-Ус місцева влада та населення регіону не одне десятиліття працювали над тим, щоб змінити вигляд району. Вони впродовж 60 років виробляли лісопосадки, і тепер лісовий покрив значно зріс, досягнувши показника в 33% .
Уряд і населення віддавали пріоритет екологічному напрямку, розширюючи ділянки орної землі і саджаючи ліс, в основному, монгольську сосну, на дюнах в пустельній місцевості. Поширення лісозахисних насаджень на значну площу істотно поліпшило екологічну обстановку в регіоні .
Зміни вигляду пустелі Му-Ус сприяла робота населення  в міському повіті Ліньу Нінся-Хуейського автономного району (Внутрішня Монголія, Північно-Західний Китай). Місцевість постійно піддавалася сильним пиловим бурям, які несли ґрунт разом з урожаєм. Протягом багатьох років в районі проводились дослідження з пошуку шляхів впровадження особливої моделі розвитку регіону і боротьби з опустелюванням. Був висаджений ліс майже на 70 тис. га, рух дюн було зупинено та взято під контроль, площа лісового покриву досягла 41%  .
Тепер на південно-західній околиці пустелі Му-Ус, пейзаж якої складався тільки з безмежних пісків, знаходиться Державний Національний природний заповідник «Байцзитань» - зелена оаза з гайками, водоймами та квітучими полями лаванди площею понад 220 га. Біля міста Ордос побудований фешенебельний готель і курорт Сяншавань з готелем Desert Lotus Hotel. Цей «зелений китайський мур» відділяє пустелю від районів, зрошуваних водою з річки Хуанхе. Загальна площа парку становить близько 4620 га  .
В регіоні була побудована найдовша автотраса, будівництво якої проходило в умовах пустельній місцевості 